# Médias en république du Congo
Ne doit pas être confondu avec Médias en république démocratique du Congo.
En république du Congo, les médias sont représentés par la presse écrite, la chaîne de télévision publique et la chaîne privée, une radio publique, des radios privées, communautaires, religieuses et internationales et internet.

## Télécommunications
Pour les communications téléphoniques, Brazzaville est reliée par satellite avec plusieurs pays. 

## Radio et Télévision
Les services de radiodiffusion télévisuelle appartiennent au gouvernement et sont exploités par Radio et Télévision. Les transmissions télévisées sont disponibles dans plusieurs villes du pays. La diffusion est en français. 

## Presse papier
Le pays possèdes des organes de presse papier publics et privés.

## Liberté d'expression
La Constitution garantit la liberté d'expression et de la presse. 